# Manyanga
Manyanga ou Pioka est une localité et un territoire située sur la rive droite du fleuve Congo en République Démocratique du Congo, à la frontière avec la République du Congo dans la province du Kongo central sur la R.N 12 . Le territoire de Manyanga est une division qui date de l'époque coloniale. Actuellement le nom de la localité est devenu Pioka. Le village est divisé en Manyanga nord et Manyanga sud et actuellement Pioka-Nord et Pioka-Sud. Cette dernière partie sud est située sur la rive gauche du fleuve. 

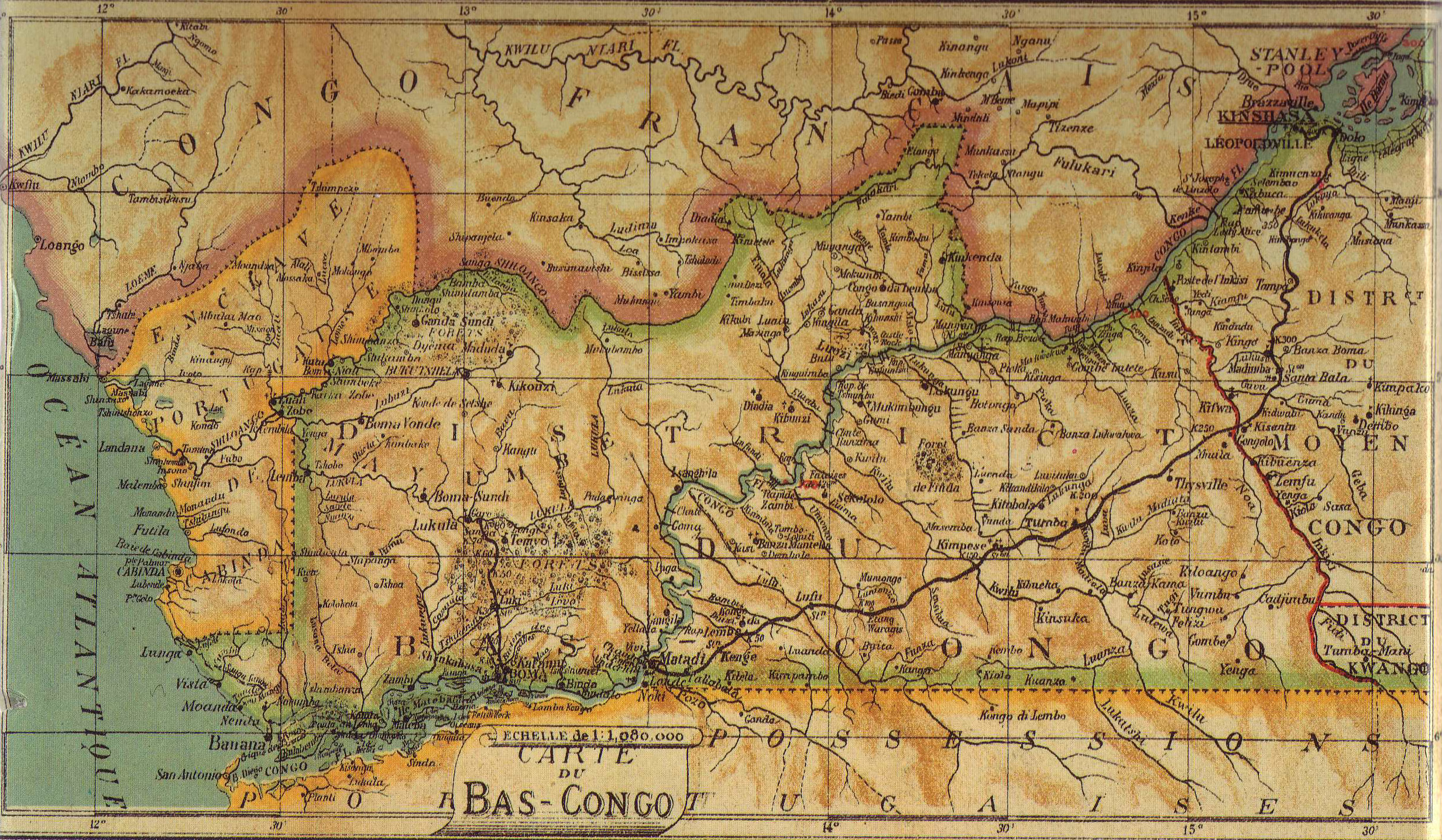
La province de Bas Congo en 1913 avec le Chemin de fer Matadi-Kinshasa avant la transformation et la première moitié du Chemin de fer du Mayombe.

## Géographie
Le fleuve Congo longe la localité de Manyanga venant du Pool Malebo (altitude 260 mètres et s'écoule vers Matadi (altitude 7,5 mètres) par une série de 32 chutes et cataractes dénommées Chutes Livingstone. Le fleuve a creusé petit à petit une gorge à travers les Monts de Cristal et présente une largeur minimum de 400 mètres et une profondeur pouvant atteindre 90 mètres. Entre Manyanga et Isangila, le fleuve présente un bief navigable de 140 kilomètres,. Puis les chutes d'Inga reprennent jusque Matadi.    

## Histoire
Arrivé le 1er mai 1881 à la chute de Ntombo-Makata, Henry Morton Stanley fonda la station de Manyanga, qu'il confia à Harou. Charles-Marie de Braconnier fut chargé de tracer un chemin pour relier Manyanga à l'embouchure de la rivière Luvu .  
Lors de la construction des voies d'accès entre Kinshasa et Matadi à la fin du XIXe siècle, ce village servait de lieu de dépôt et de poste-relais comme il se trouvait à mi distance entre les deux villes. Ce village se trouve à 25 km de la localité de Luozi (Lwozi) en amont sur le fleuve Congo.